# Фідо (собака)

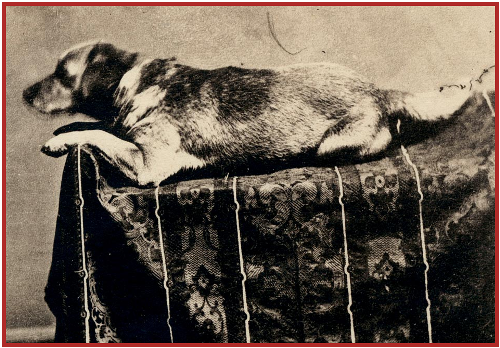
Fido — собака А. Лінкольна. 1861 рік. Автор F. W.Ingmire.

Фідо (англ. Fido) — кличка собаки, популярна в США.

## Історія

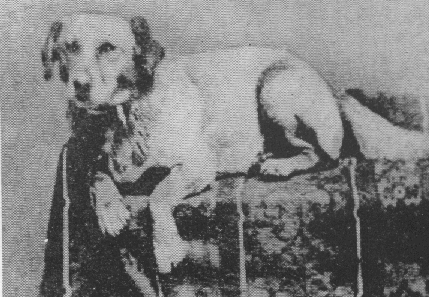
Фідо, собака А. Лінкольна. 1861 рік. Автор F. W.Ingmire.

Причина популярності клички Fido в американських власників собак полягає в тому, що так звали собаку Авраама Лінкольна. Він залишив Фідо в Спрінгфілді (Іллінойс) під опікою іншої сім'ї, коли поїхав до Вашингтона на президентство. Собака Фідо померла незабаром після того, як Лінкольн був убитий у 1865 році. Перебуваючи під опікою друзів дитинства А.Лінкольна, через рік після смерті свого господаря Фідо був заколотий п'яницею, з яким пес спробував пограти.

## Етимологія
Fido — латинське слово, котре означає «Я довіряю».

## Уживання
Слово Fido часто зустрічається в американських посібниках для собаківників, наприклад, у статтях Гері Уїлкса (англ. Gary Wilkes) і Френ Пеннок Шоу (англ. Fran Pennock Shaw).